# Mäsiarska ulica (Košice)
De Mäsiarska ulica (vertaald: Slagersstraat) is een van de oudste straten in de Slowaakse stad Košice. Ze ligt in de oude binnenstad Staré Mesto, en is westelijk gesitueerd ten opzichte van de "Hlavna ulica" waarmee ze parallel loopt. De straat heeft zich geleidelijk ontwikkeld sinds het ontstaan van de stad in de 13e eeuw. Ze is georiënteerd van noord naar zuid, begint bij de "Hviezdoslavová ulica" en eindigt aan de "Alžbetina ulica".
Vlakbij huisnummer 25 bevindt zich de kerk van de Aartsengel Michaël evenals de Sint-Elisabethschool. Aan huisnummer 27 bevindt zich de Staré Mesto-polikliniek.
Men treft in deze straat verscheidene gebouwen aan, die geregistreerd werden als beschermd erfgoed.
Nabij het kruispunt met de "Zbrojničná" (ongeveer ter hoogte van huisnummer 57) ziet men een standbeeld dat werd opgericht ter ere van de Hongaarse schilder Sándor Márai (°1900 - † 1989).
Aan de overgang naar de "Alžbetina"-straat is de Mäsiarska ulica over een lengte van 75 meter bijzonder smal en overdekt door een gewelf.

## Zijstraten
De volgende zijstraten komen uit in de Mäsiarska ulica: Bačíkova, Zbrojničná, Poštová, Uršulínska, Zámočnícka ulica en Dominikánske námestie.

## Geschiedenis
In het prille begin strekte de straat zich uit van het Dominicanenklooster tot aan het kruispunt met de "Zbrojničná ulica". Omstreeks 1870 werd hier het noordelijke deel van de stadsversterkingen doorbroken. Het tracé van deze uitbreiding kwam geleidelijk tot stand en lag destijds tussen de gebouwen van een voormalige school en het museum. Drie kazernegebouwen werden opgetrokken tussen 1885 en 1890. Het noordelijke uiteinde eindigde in die tijd aan de toenmalige Strojárenská-straat. Deze laatste werd na 1945 langzaam omgevormd tot wat heden een parkeerplaats is.
Een interessant bouwwerk in de Mäsiarska-straat is het gebouw met huisnummer 9. De gevel met art deco-invloeden is ontworpen door de Hongaarse architect Ľudovít Oelschläger (°1896 - † 1984). Vanaf 1947 woonde de befaamde Slowaakse acteur Jozef Hodorovský (°1921 - 2005) in dit gebouw.

## Naamgeving

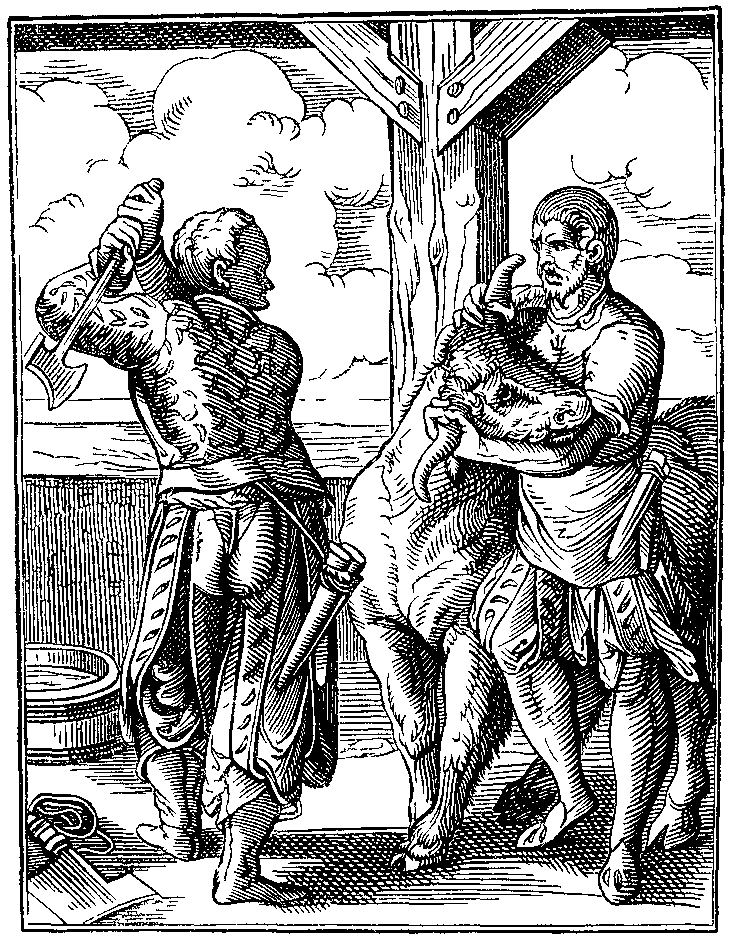
De slager en zijn knecht in de 16e eeuw.

Aanvankelijk werd de weg in hoofdzaak bewoond door leden van het plaatselijke slagersgilde. De Latijnse straatnaam was dan ook Platea Carnificum en Platea Laniorum, later het Duitse Fleischhacker Gasse en de Hongaarse Mészaros utca. Al deze namen zijn taalkundige equivalenten voor de huidige naam : Mäsiarska ulica (Slagersstraat).
Aan het begin van de jaren 1700 heette het smalle zuidelijke straatdeel grenzend aan de Alžbetina-ulica : "Dominicaner Gassl" (ook: "Dominikánska ulička") (Dominicanensteeg) terwijl het deel nabij het Dominicanenklooster tot de jaren 1880 een aparte aanduiding had als "Dominikánske námestie" (Dominicanenplein). Later werd de naam voor de straat over haar volledige lengte dezelfde: "Mäsiarska ulica".
Na de machtsovername door de communisten in februari 1948, werd de Mäsiarska ulica in 1951 "Sverdlov ulica" genoemd, als herinnering aan de jong gestorven Russische revolutionair Jakov Sverdlov (°1885 - † 1919). Deze naam bleef gehandhaafd tot 1990.

## Illustraties

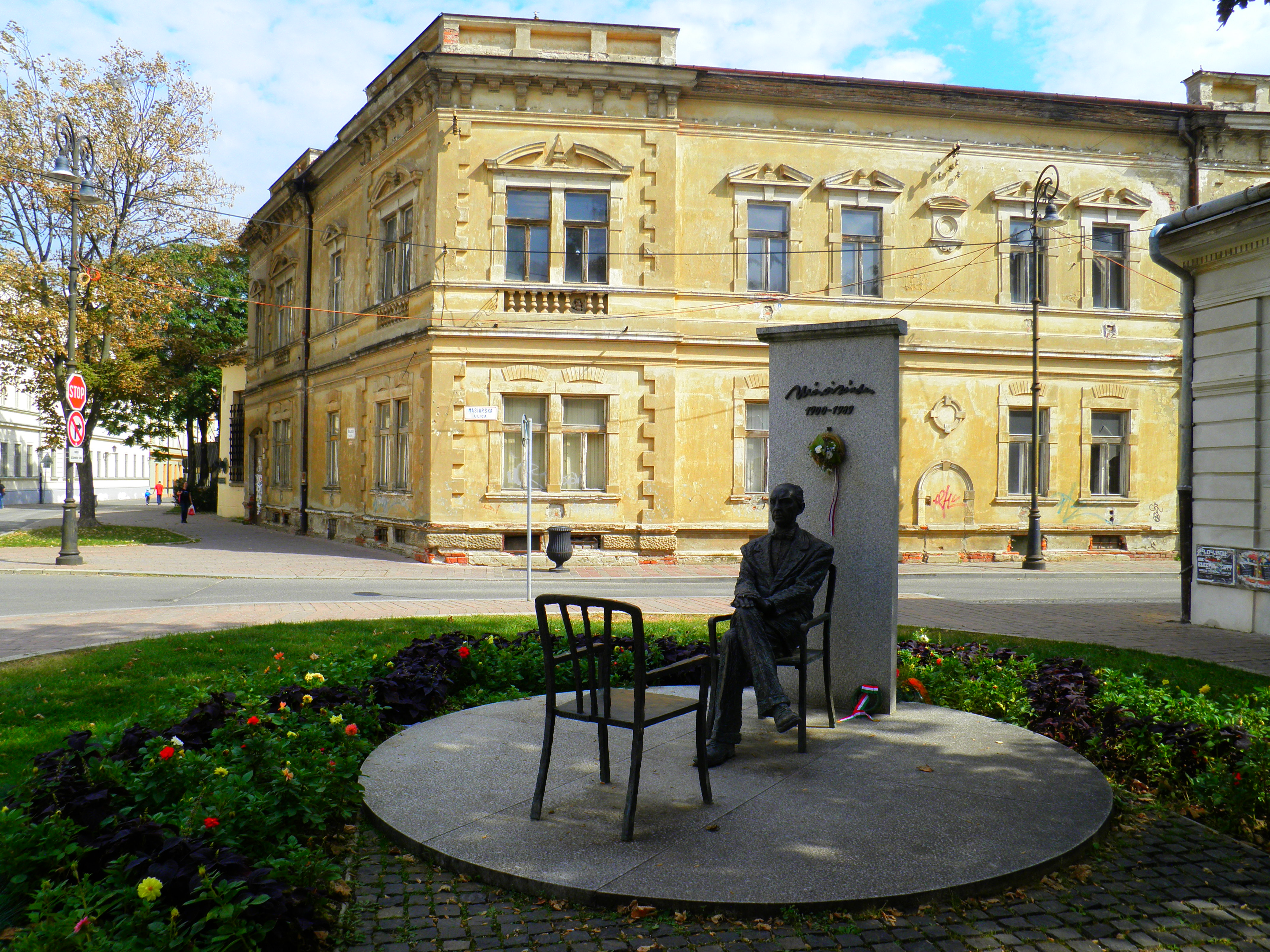
Standbeeld voor de Hongaarse schilder Sándor Márai (°1900 - † 1989).
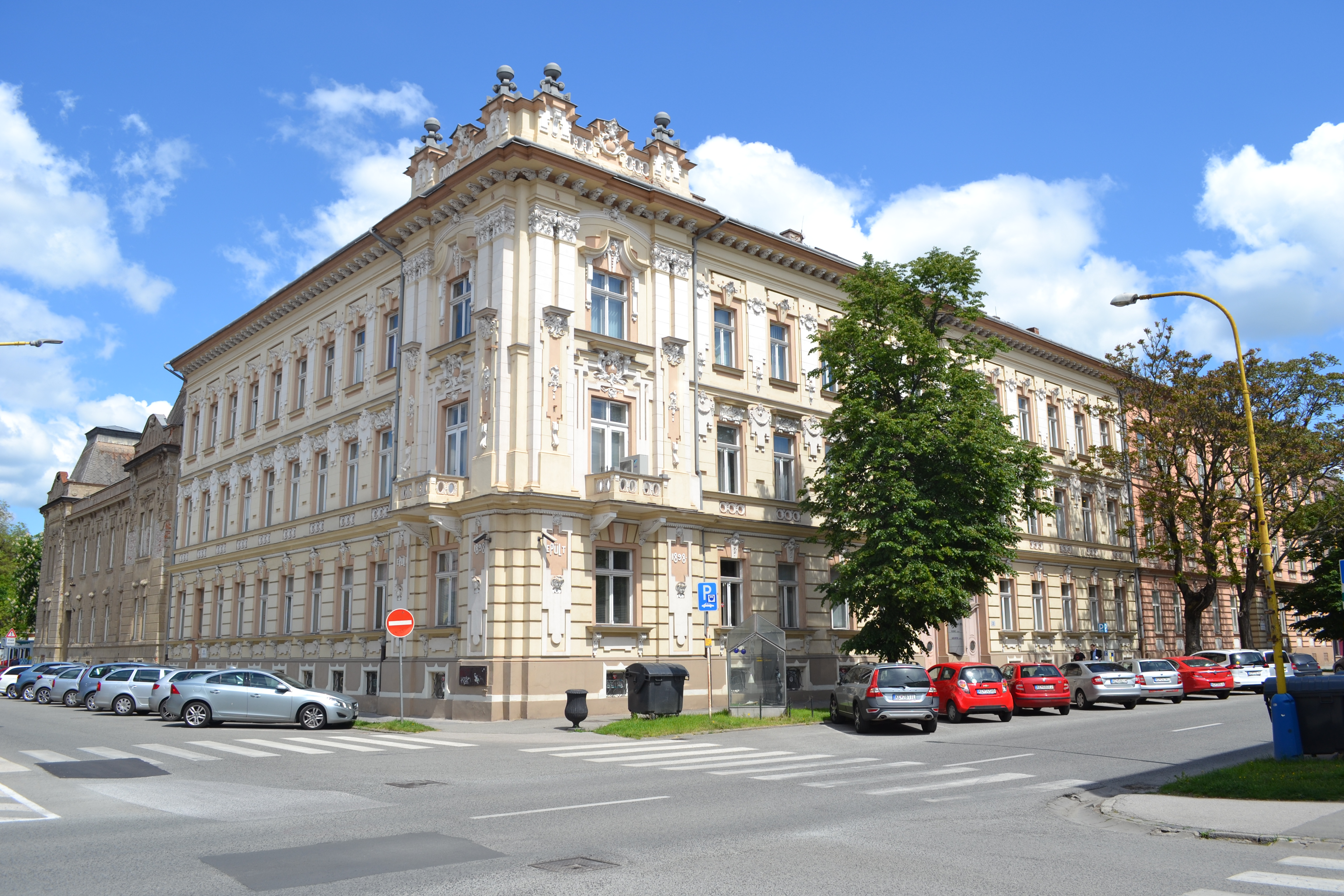
Hoek van de "Bačíkova ulica" en de Mäsiarska.
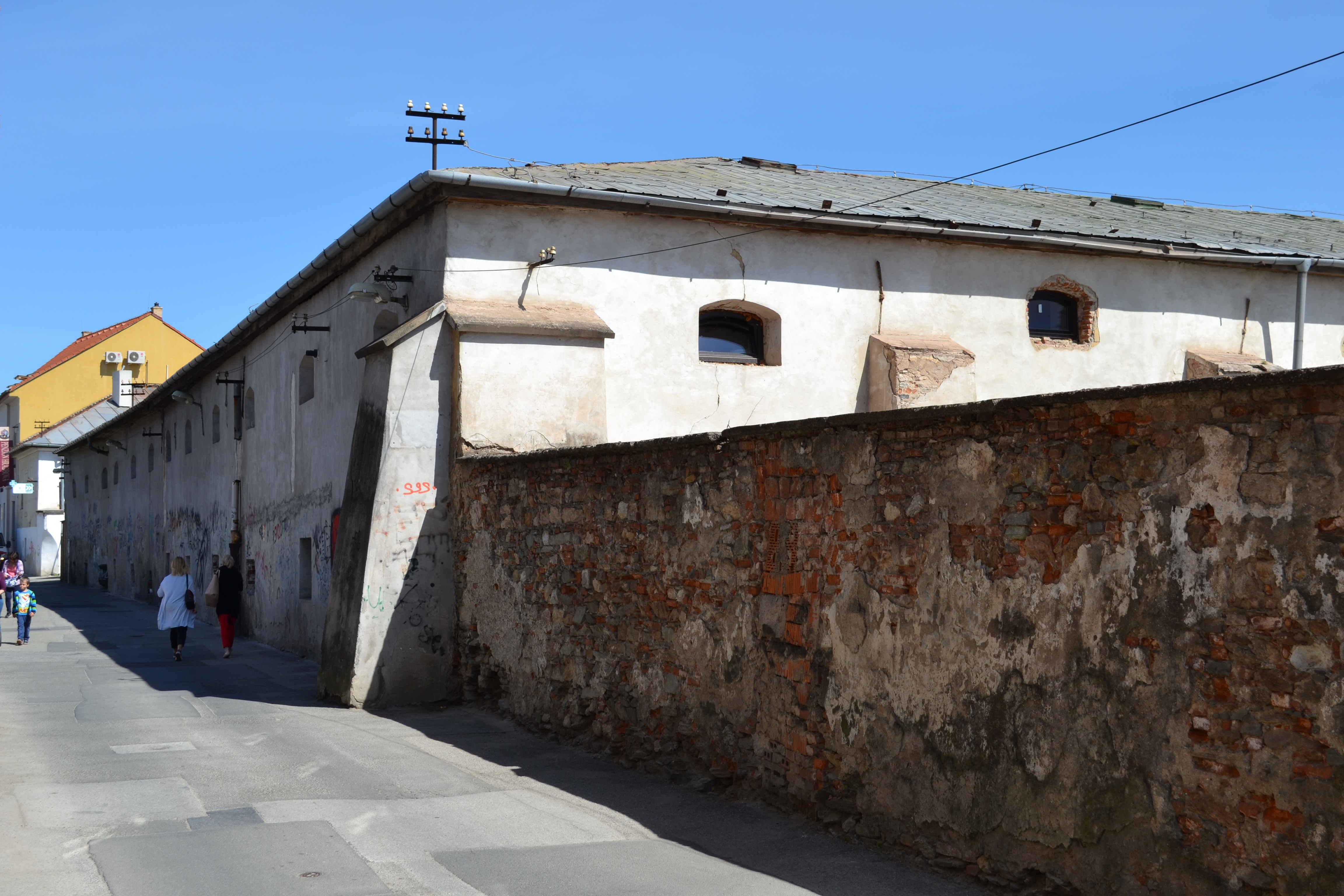
Voormalige graanschuur aan nummer 8.
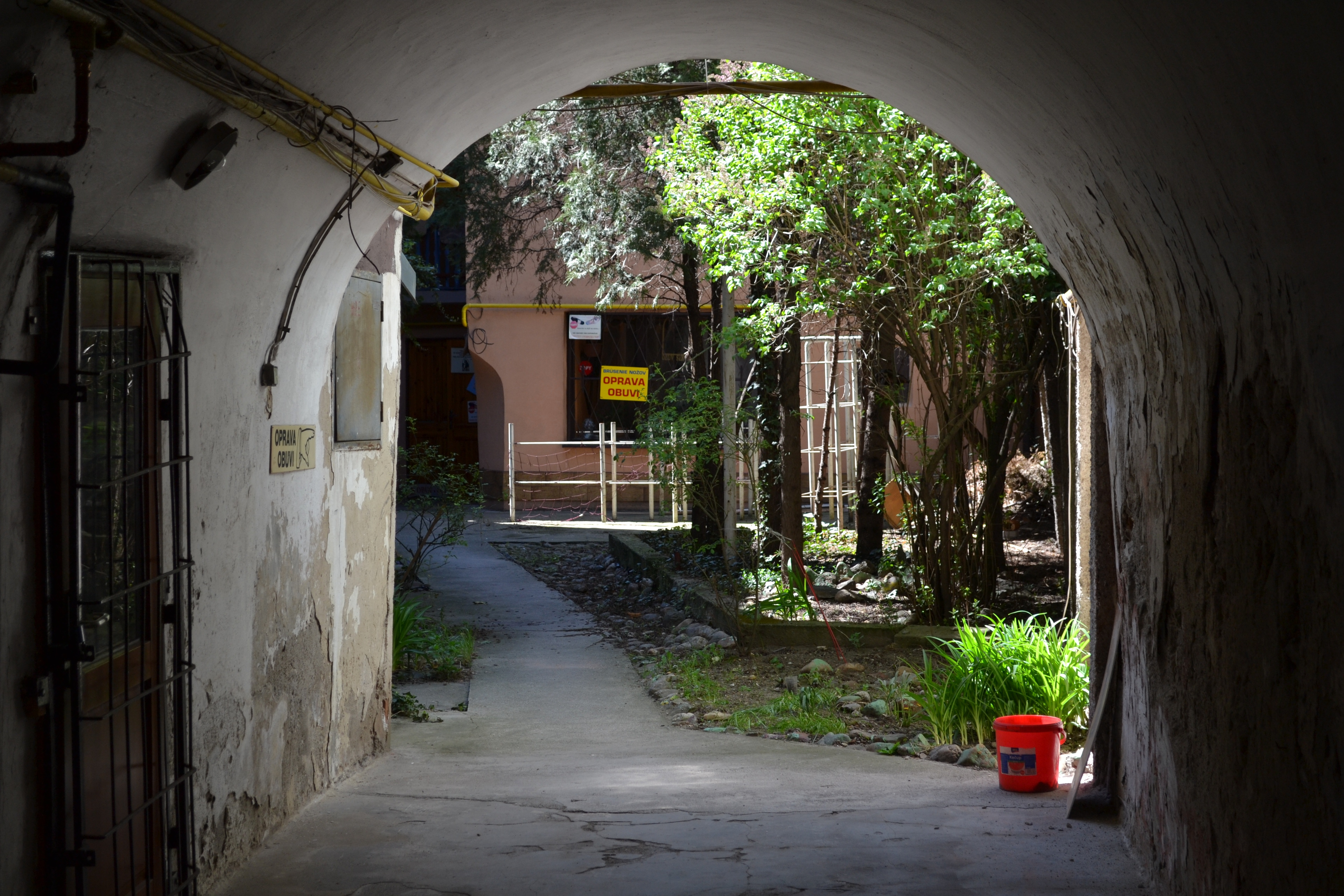
Doorgang naar een tuin aan huisnummer 22.
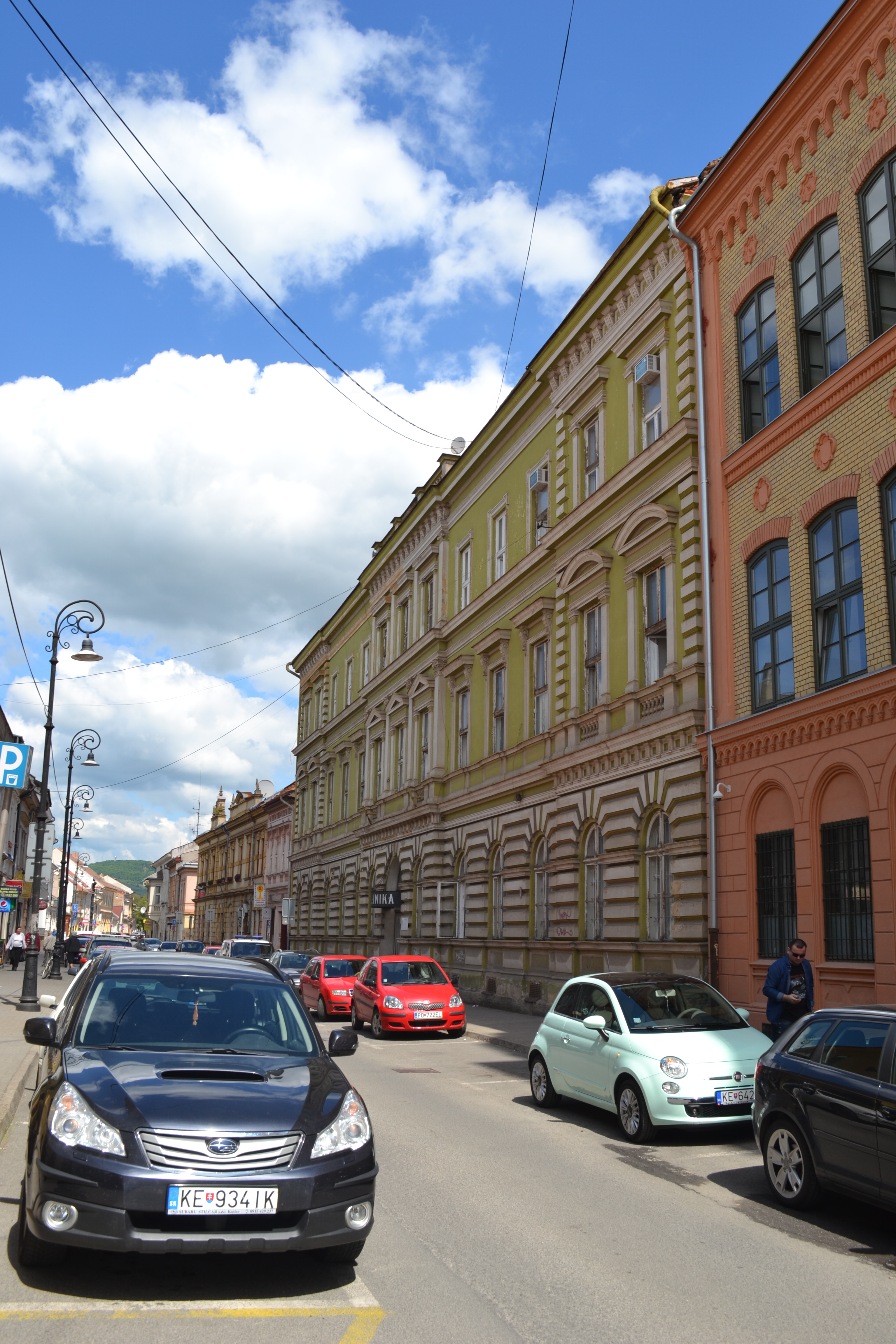
Mäsiarska 27
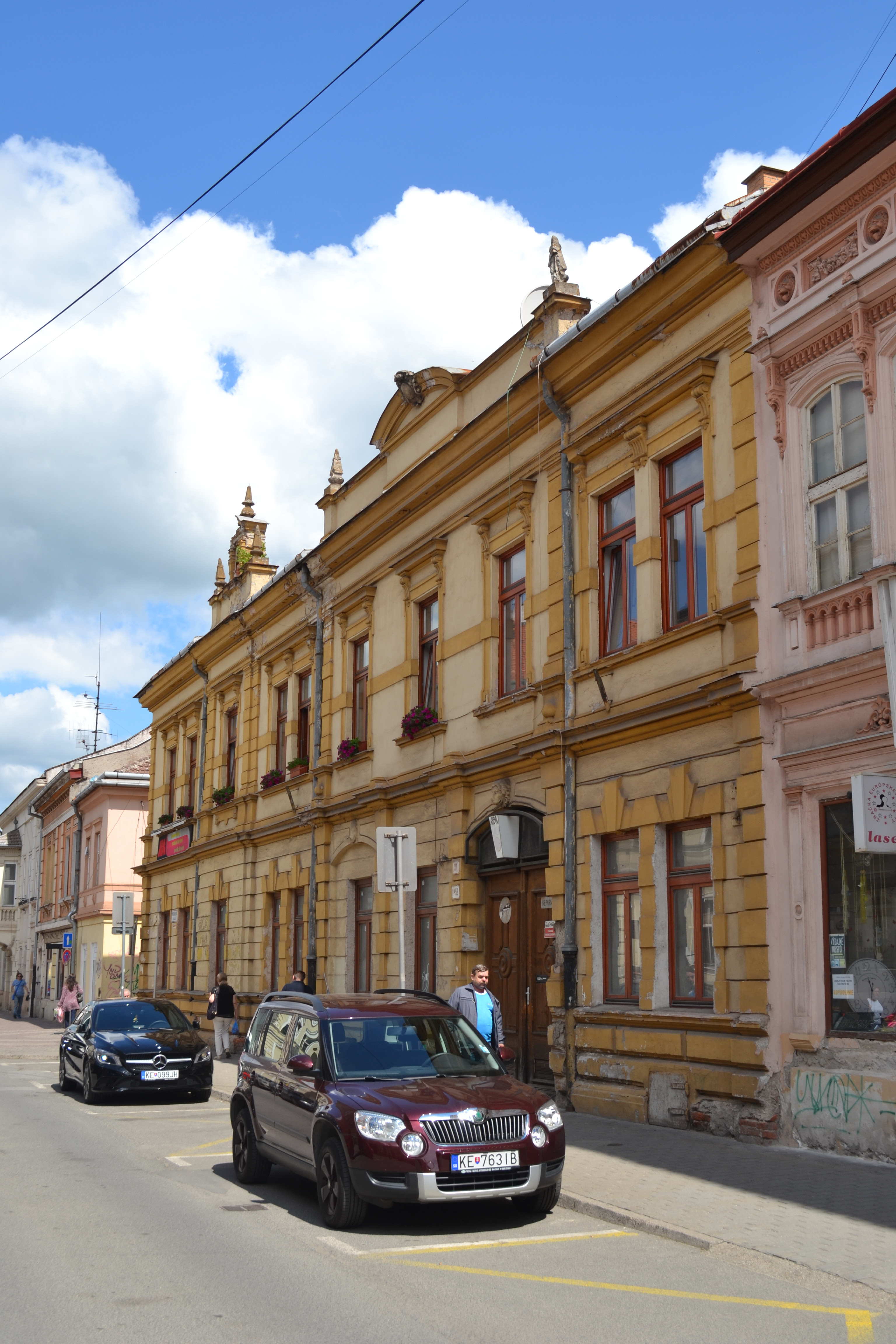
Mäsiarska 31
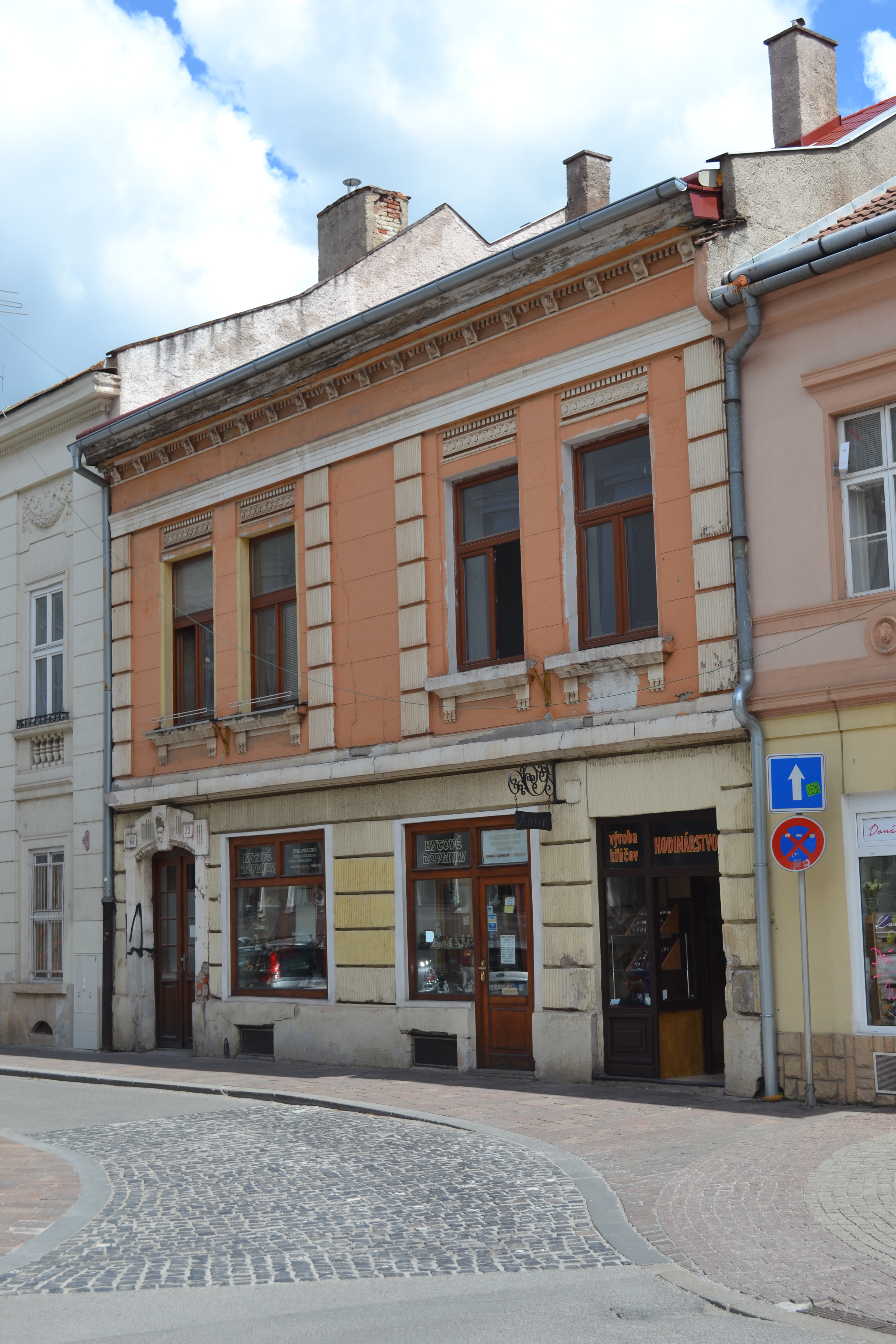
Mäsiarska 33
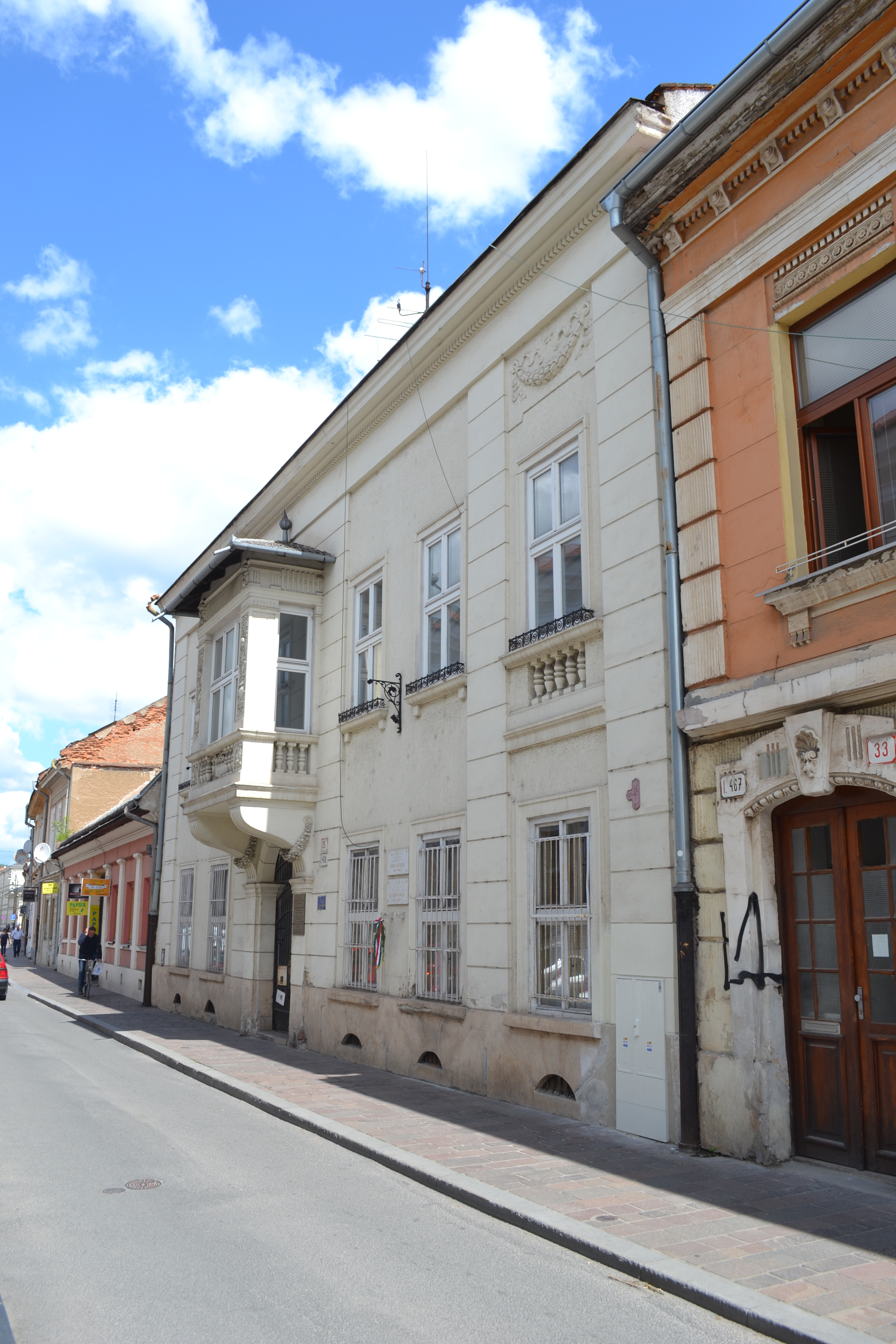
Mäsiarska 35
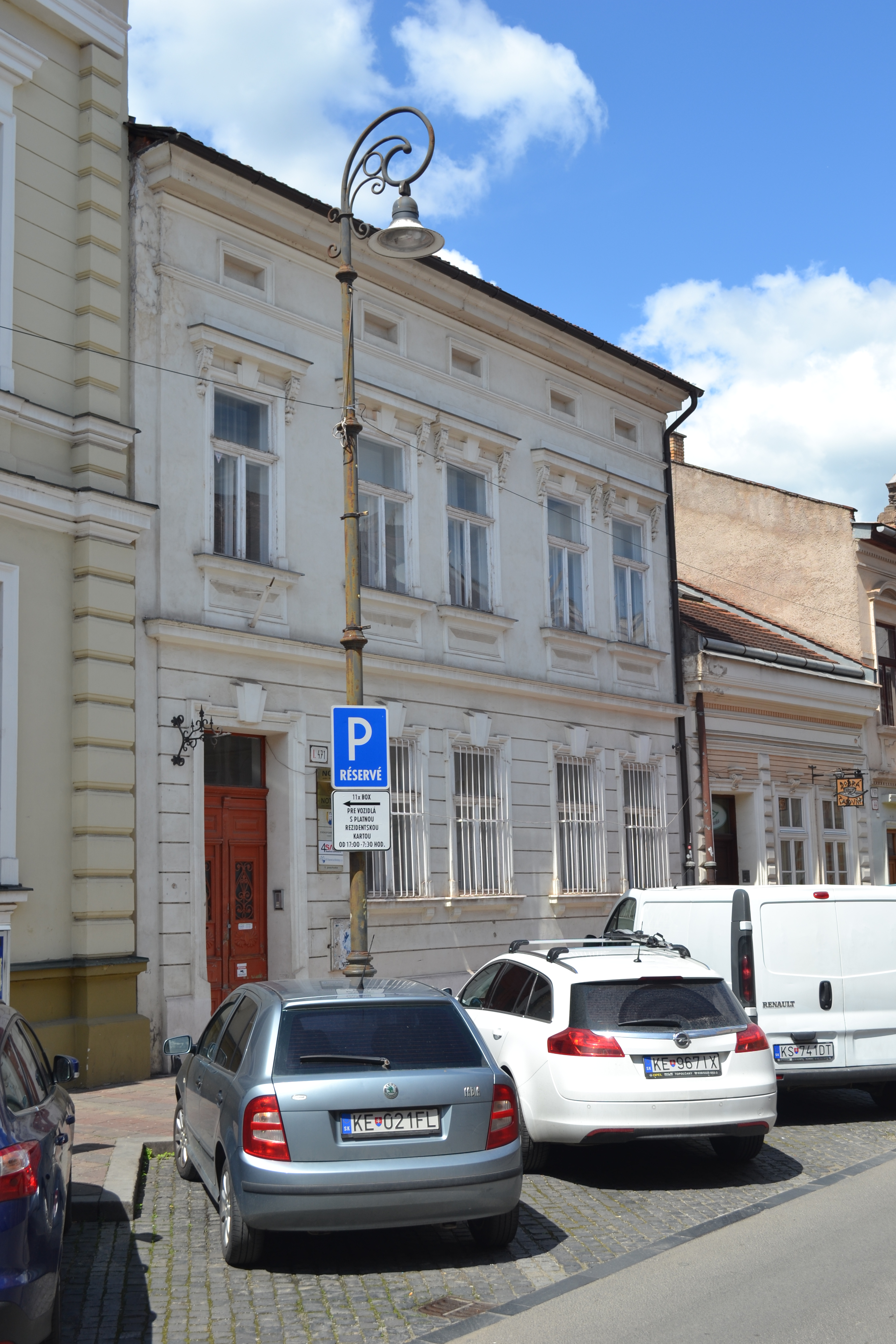
Mäsiarska 40
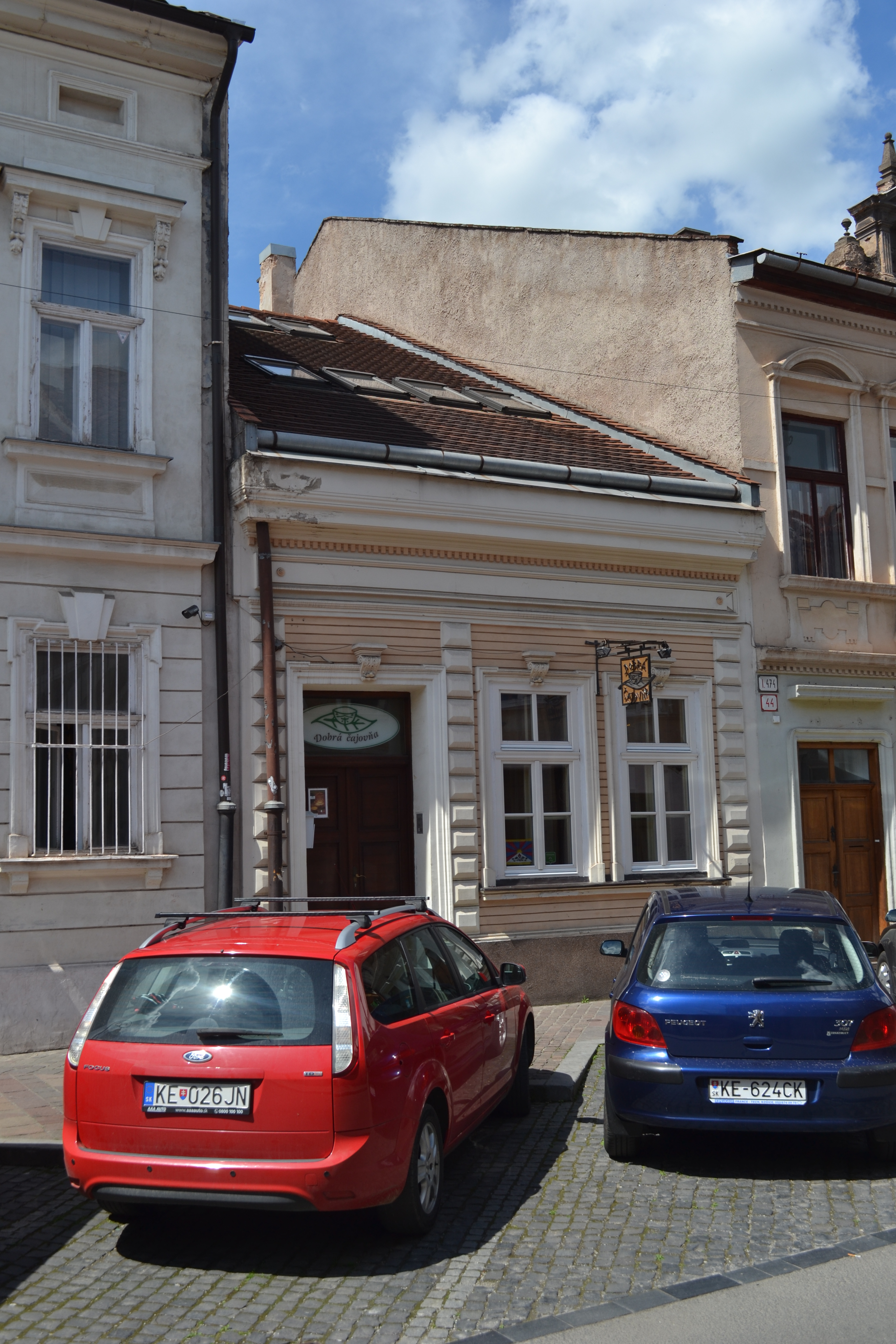
Mäsiarska 42
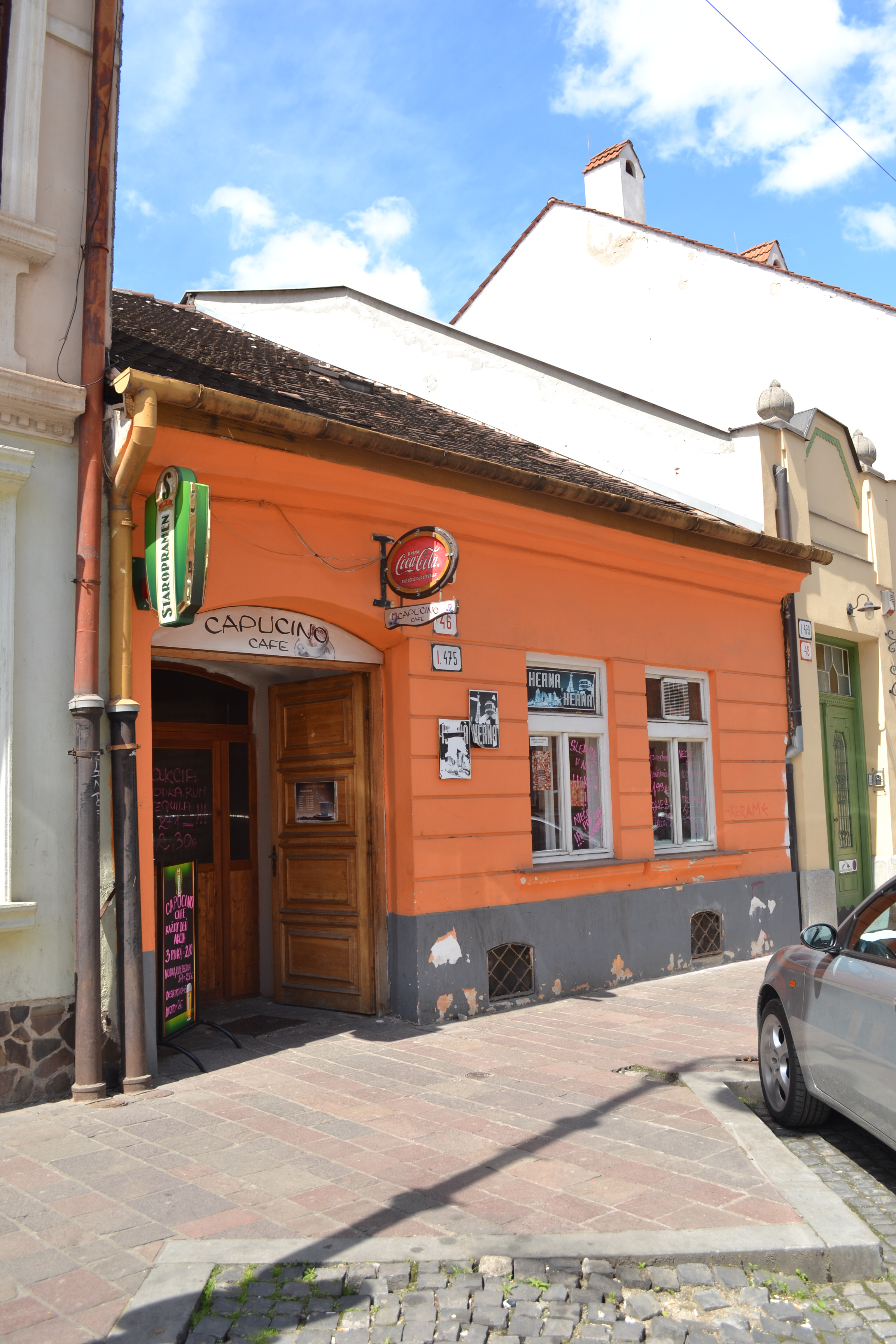
Mäsiarska 46
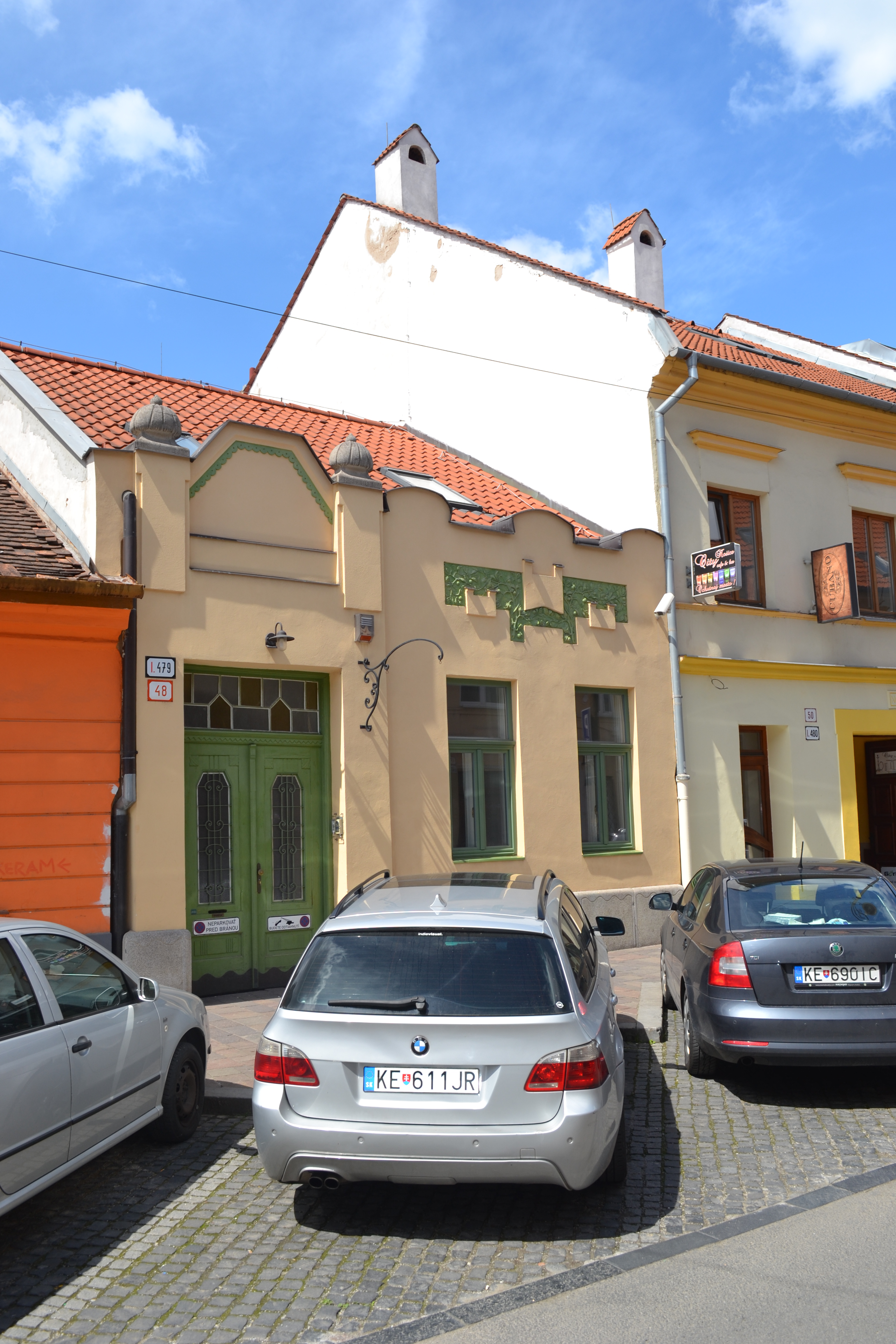
Mäsiarska 48
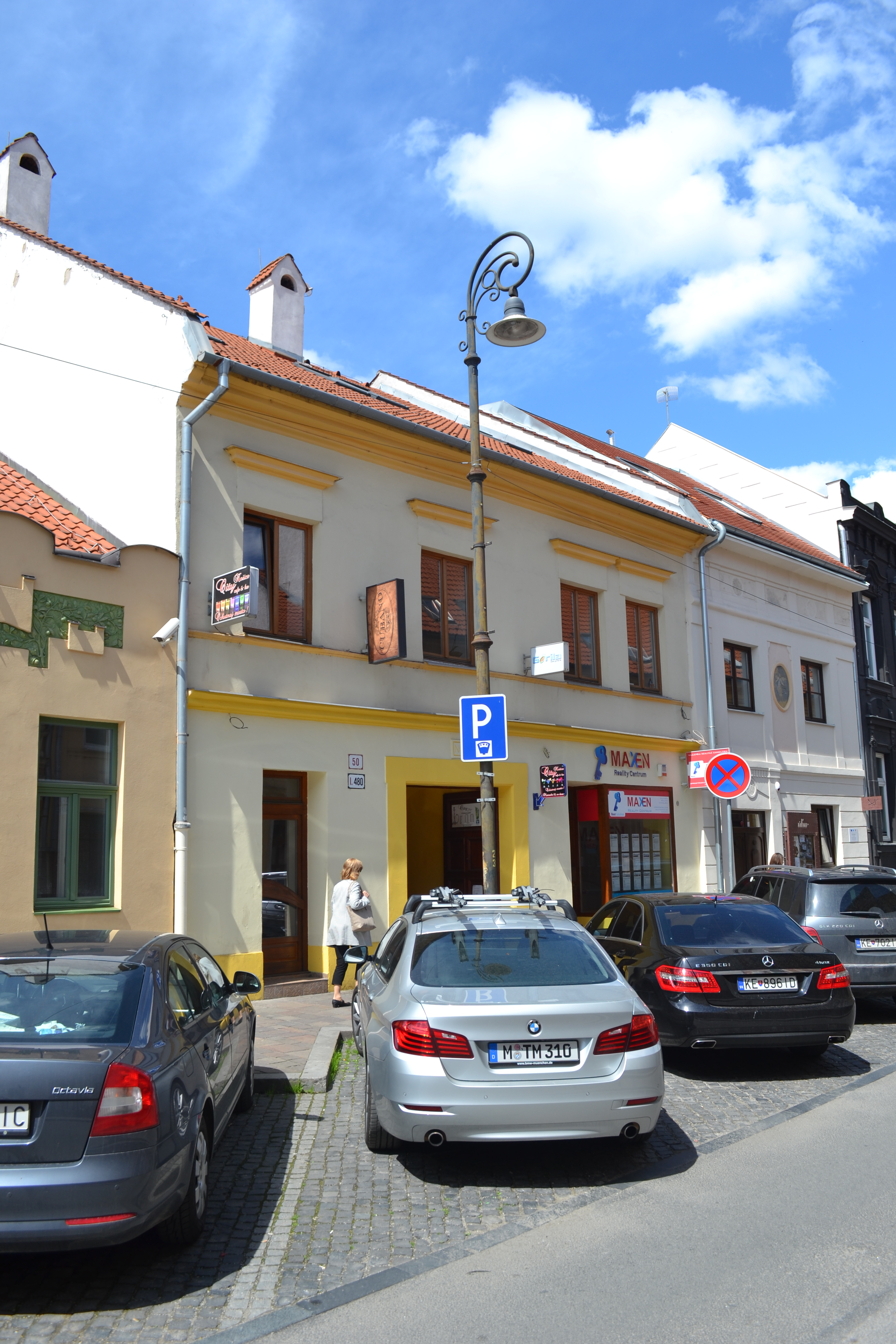
Mäsiarska 50
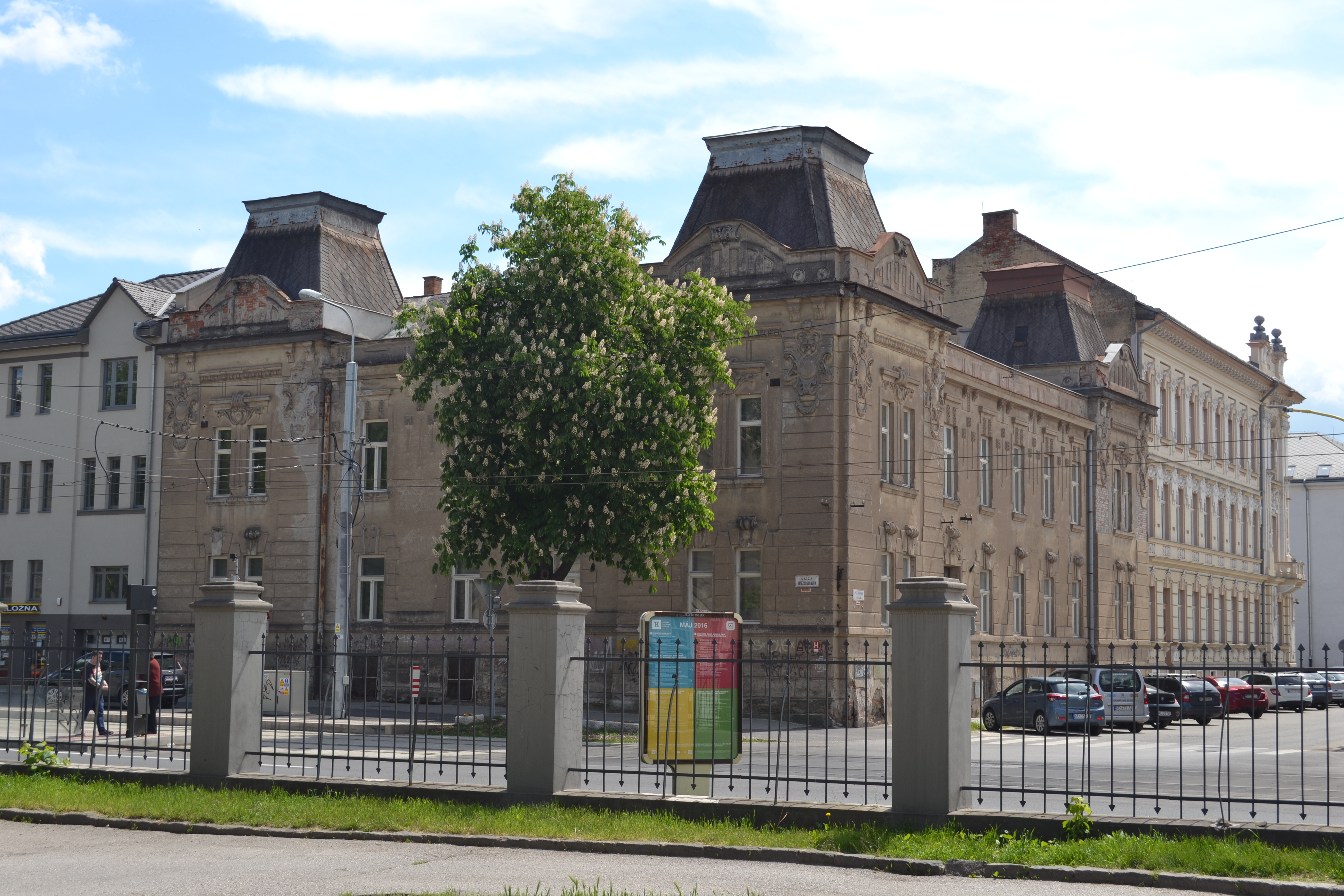
Mäsiarska 65, aan de hoek met de Hviezdoslavová ulica.
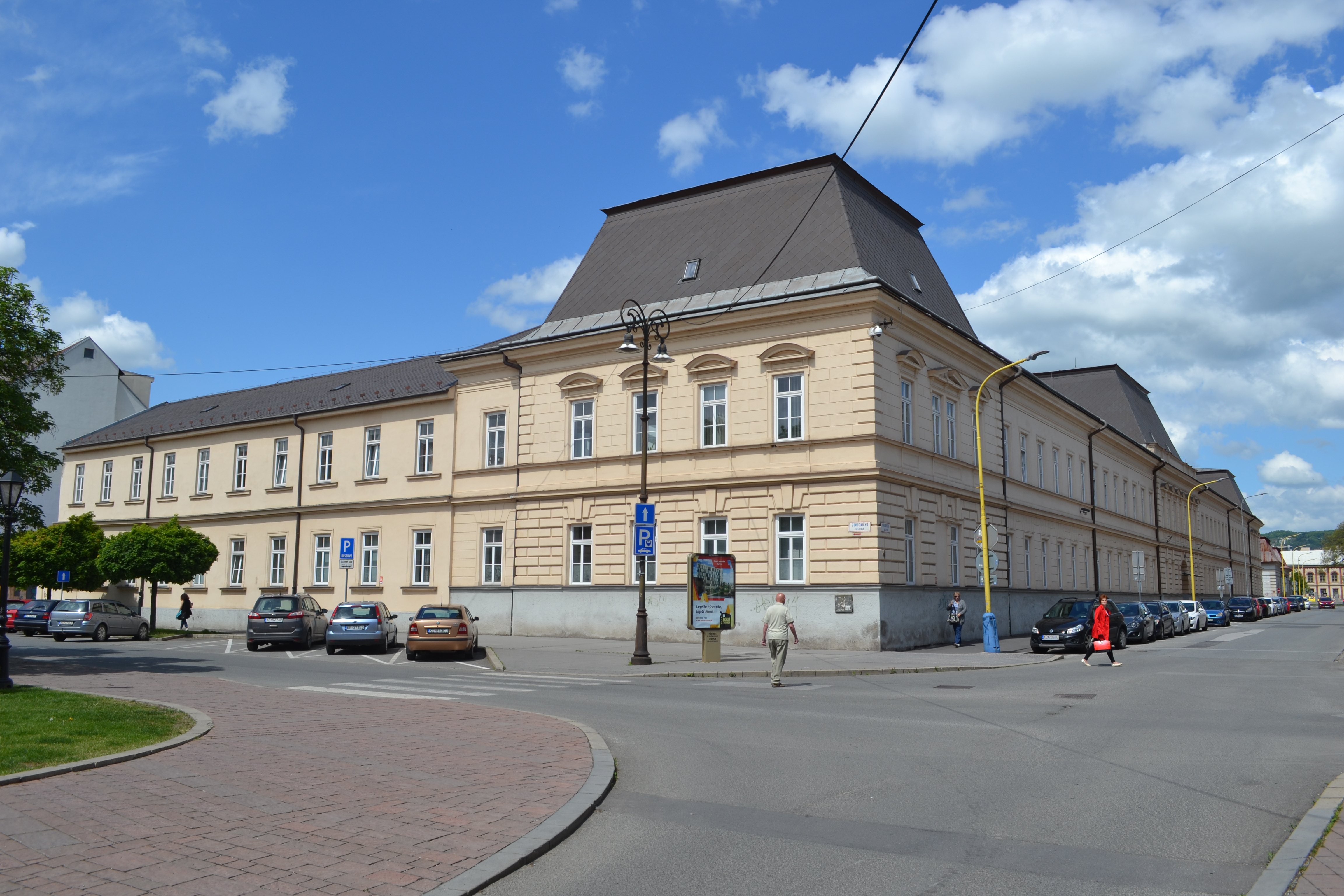
Mäsiarska 74

## Externe koppeling
Landkaart Mapa